# Stanisław Miękisz
Stanisław Miękisz (ur. 1 stycznia 1927 w Sanoku, zm. 15 sierpnia 2017 w Warszawie) – polski biofizyk, nauczyciel akademicki, przewodniczący Rady Miejskiej Wrocławia (1990–1994).

## Życiorys
Urodził się 1 stycznia 1927 w Sanoku. Był synem Tadeusza Miękisza (1883-1957), nauczyciela w sanockim gimnazjum. Po zakończeniu II wojny światowej w 1946 zdał maturę w tej placówce, wówczas pod nazwą I Państwowa Szkoła Męska Stopnia Podstawowego i Licealnego w klasie o profilu matematyczno-fizycznym. Podjął studia fizyczne na Wydziale Matematyki, Fizyki i Chemii Uniwersytetu Wrocławskiego, które ukończył w 1952, uzyskując dyplom magistra filozofii w zakresie fizyki. Stopień doktora nauk matematyczno-fizycznych uzyskał na tym samym Wydziale w roku 1960 na podstawie pracy doktorskiej pod tytułem "Nieliniowe zagadnienia przepływu cieczy lepkiej przez naczynia o elastycznych ściankach". Promotorem był prof. Roman S. Ingarden. Stopień naukowy docenta nauk fizycznych uzyskał również na tym samym Wydziale UWr w roku 1966 na podstawie dorobku naukowego oraz rozprawy habilitacyjnej pod tytułem "Badanie dynamiki przepływu cieczy lepkiej w naczyniach elastycznych i zastosowanie do mechanizmu krążenia krwi". Tytuł profesora nadzwyczajnego otrzymał w roku 1978, profesora zwyczajnego w roku 1991.
Zatrudnienie: Wyższa Szkoła Rolnicza we Wrocławiu (później Uniwersytet Przyrodniczy): starszy asystent (1954-1960), adiunkt (1960-1967), docent (1967-1975), Akademia Medyczna we Wrocławiu (później Uniwersytet Medyczny): kierownik Zakładu Biofizyki (1975-1981, kierownik Katedry Biofizyki (1981-1997). Członek Komitetu Fizyki Medycznej PAN, członek komitetu redakcyjnego General Physiology and Biophysics, członek Polskiego Towarzystwa Fizycznego, Polskiego Towarzystwa Biofizycznego, Polskiego Towarzystwa Fizyki Medycznej, Biophysical Society (USA).
Zainteresowania naukowe: fizyka krążenia krwi, termodynamiki procesów nieodwracalnych w transporcie substancji przez błony biologiczne. Wyniki naukowe opublikowane były między innymi w następujących czasopismach: Bulletin of Mathematical Biology, Biophysik, Journal of Non-Equilibrium Thermodynamics, Studia Biophysica, General Physiology and Biophysics, Journal of Chemical Physics. Redaktor i współautor podręcznika "Wybrane zagadnienia z biofizyki. Organizator międzynarodowych zimowych szkół Biophysics of Membrane Transport.
Należał do sygnatariuszy deklaracji Ruchu "Bez Przemocy" oraz wchodził w skład Społecznego Komitetu Nauki.
W 1990 został wybrany do Rady Miejskiej Wrocławia I kadencji, gdzie pełnił funkcje jej przewodniczącego od 4 maja 1990 do 27 maja 1994.
Zmarł 15 sierpnia 2017 w Warszawie. Został pochowany 24 sierpnia na cmentarzu św. Wawrzyńca przy ul. Bujwida we Wrocławiu.

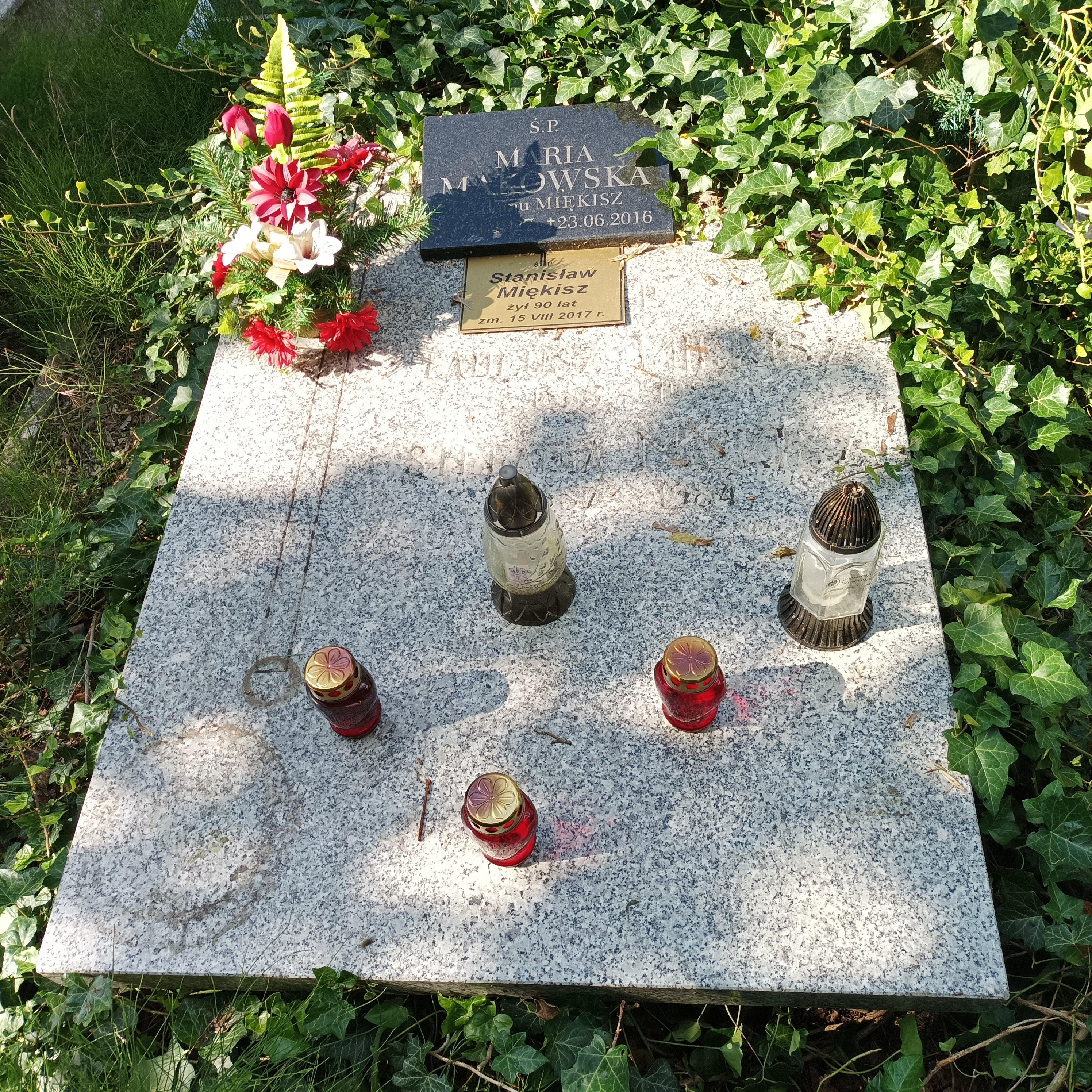
Grobowiec Stanisława i Tadeusza Miękiszów

## Odznaczenia i nagrody
- Złota Odznaka Honorowa Zasłużony dla Województwa Dolnośląskiego (2014)[7]
- Nagroda Ministra Szkolnictwa Wyższego i Nauki (1966)
- Nagroda Ministra Zdrowia i Opieki Społecznej (1999)
- Nagroda Wrocławia (1996)
- Złota Odznaka Honorowa Wrocławia (pośmiertnie, 2017)

## Życie prywatne
Jego synem jest Jacek Miękisz (ur. 1956, matematyk, pracownik naukowy).